# Premio al mejor Baloncestista Masculino del Año de la Ohio Valley Conference
El Premio al mejor Baloncestista Masculino del Año de la Ohio Valley Conference (en inglés, Ohio Valley Conference Men's Basketball Player of the Year) es un galardón que otorga la Ohio Valley Conference al jugador de baloncesto masculino más destacado del año. El premio fue entregado por primera vez en la temporada 1962–63. Catorce jugadores que han repetido como ganador, solo Clem Haskins de Western Kentucky ha sido galardonado en tres ocasiones, entre 1965 y 1967.
Las dos universidades con más premios abandonaron la OVC en 2022. Murray State, que ha dominado la selección del premio, con sus jugadores recibiendo el premio 21 veces (igual al total de los siguientes tres programas en la lista), se unió a la Missouri Valley Conference. El segundo lugar Austin Peay, con ocho premios, se unió a la ASUN Conference. Entre las escuelas que permanecen en el OVC después de 2022, Morehead State tiene la mayor cantidad de premios con seis. Cuatro miembros actuales de OVC aún tienen que producir un ganador, pero tres (Lindenwood, Little Rock, Southern Indiana) jugaron sus primeras temporadas de OVC en 2022–23.
Ha habido cuatro años con doble ganador a lo largo de la historia del premio, en 1968, 1976, 1983 y 2013.

## Ganadores

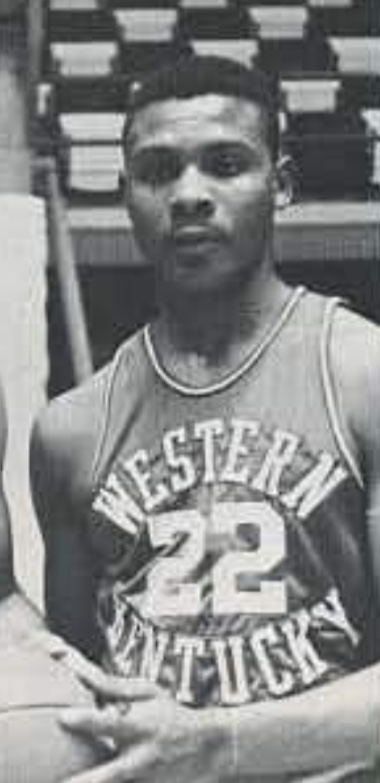
Clem Haskins es el único que ha conseguido el galardón en tres ocasiones.

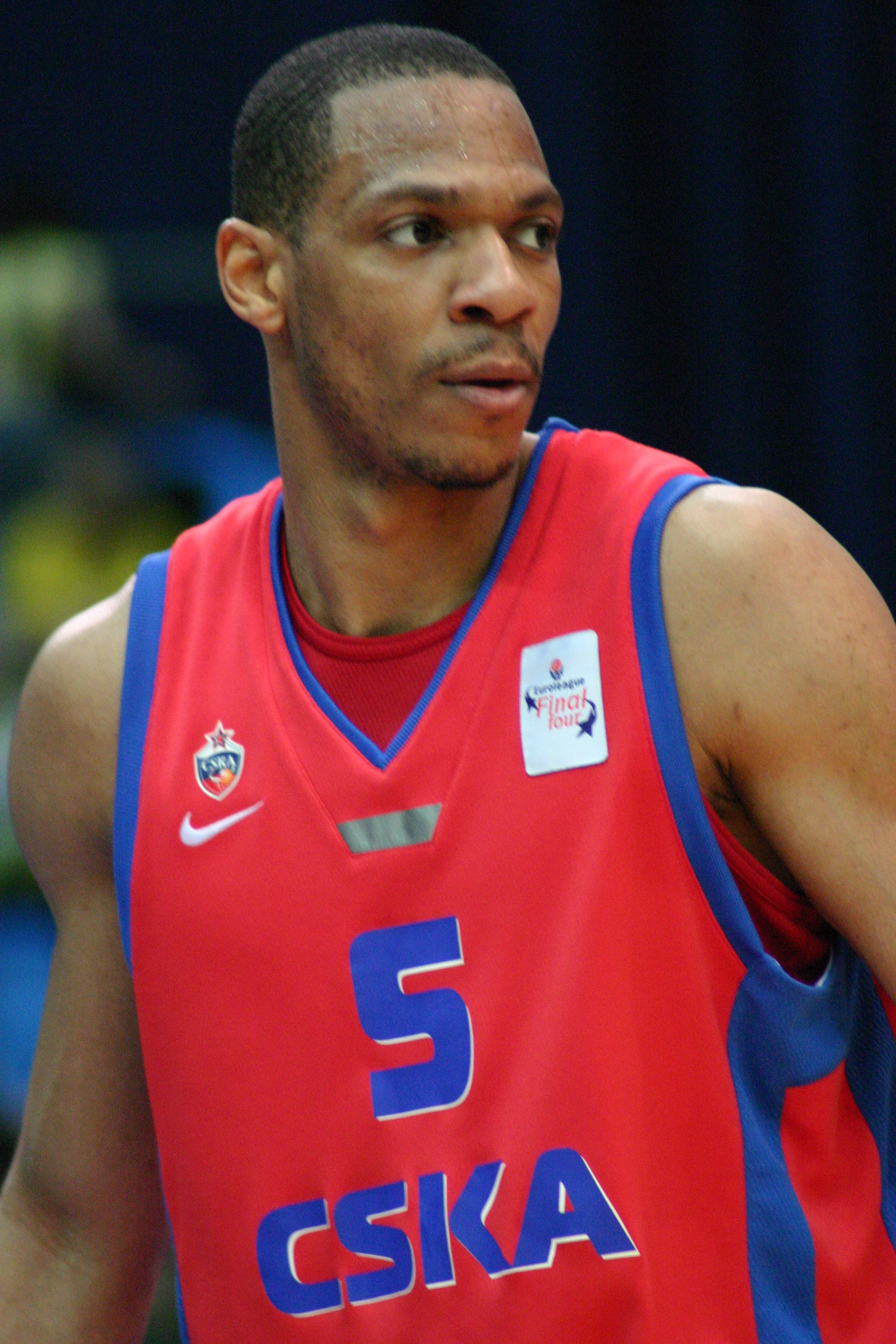
Marcus Brown, ganador del premio en 1995 y 1996 con Murray State.

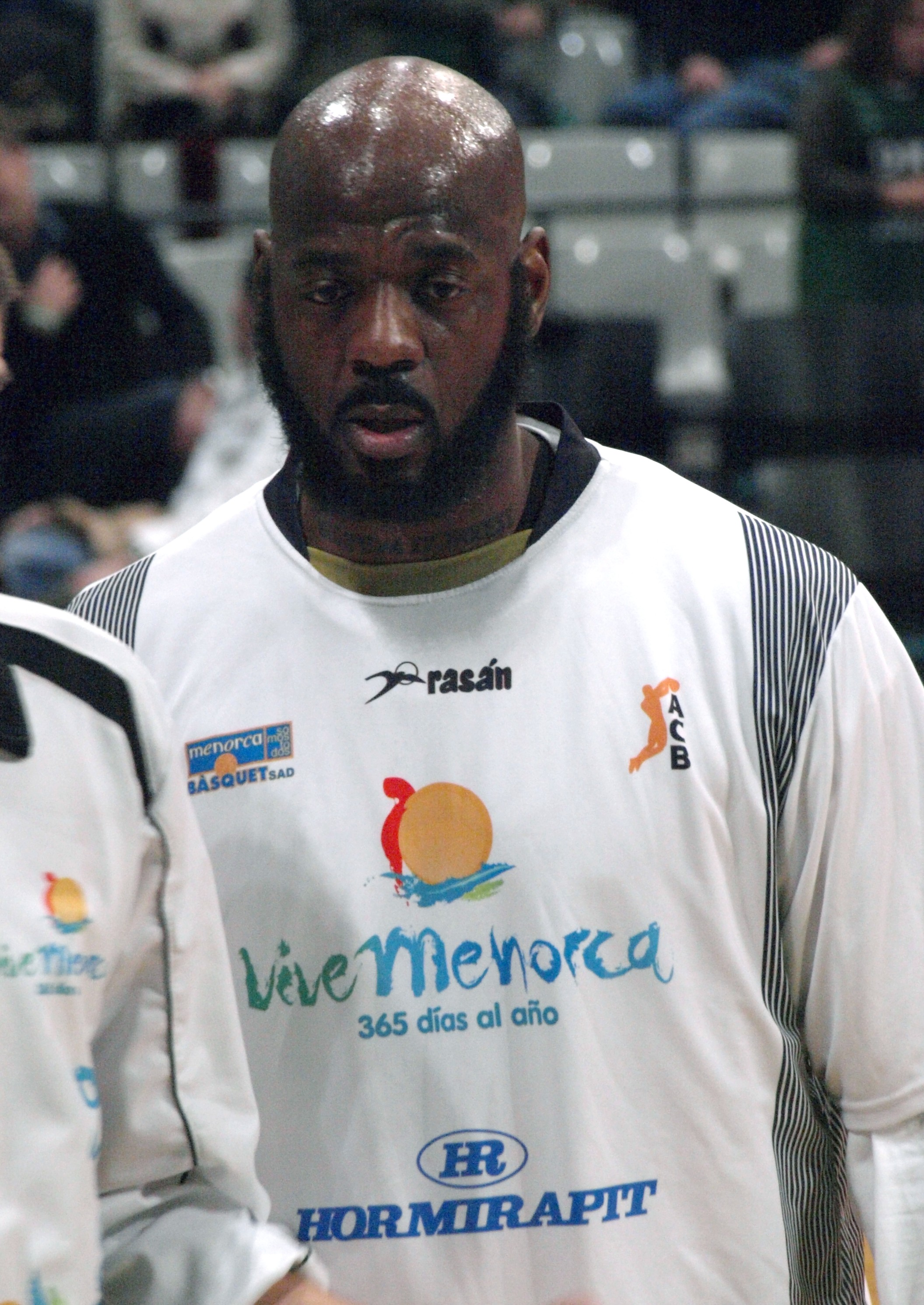
Bud Eley ganó el premio en 1999 con Southeast Missouri State.

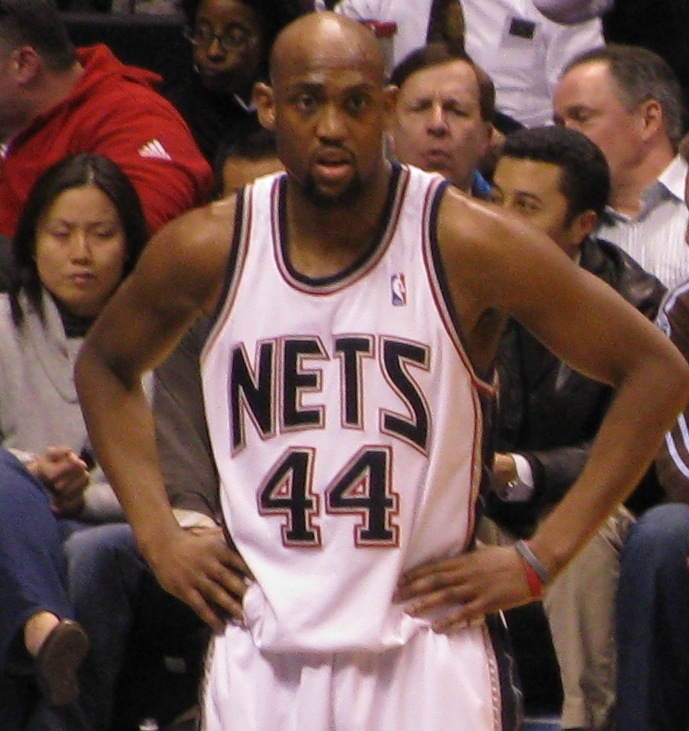
Trenton Hassell ganó el premio en 2001 con Austin Peay.

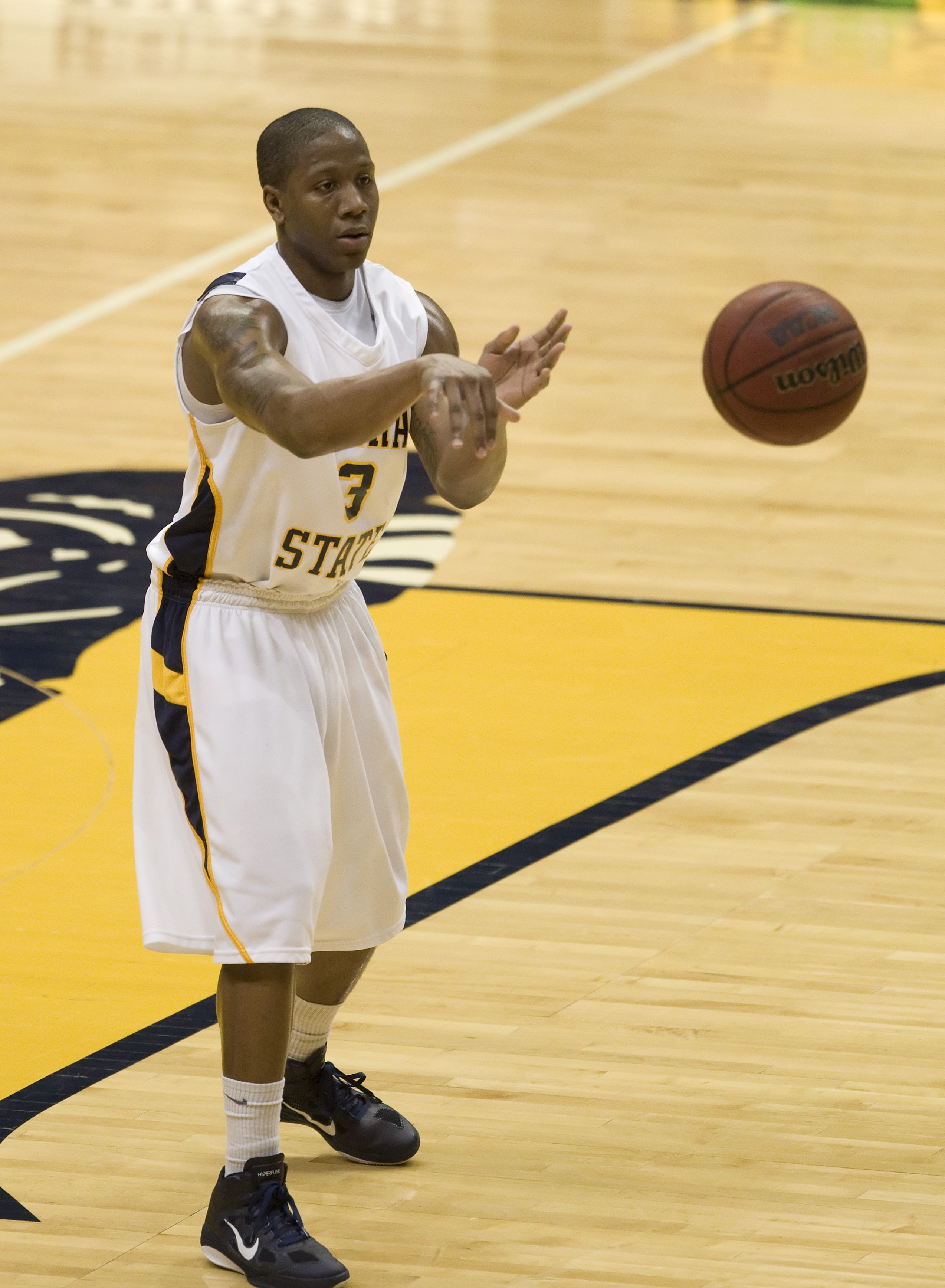
Isaiah Canaan ganó el premio en 2012 y 2013 con Murray State.

| †           | Co-Jugadores del Año                                                                                                |
| *           | Ganador del premio al mejor universitario del año: el Naismith College Player of the Year o el John R. Wooden Award |
| Jugador (X) | Denota el número de veces que ha conseguido el galardón                                                             |

| Temporada | Jugador              | Universidad              | Posición          | Curso     |
| --------- | -------------------- | ------------------------ | ----------------- | --------- |
| 1962–63   | Harold Sergent       | Morehead State           | Base / Escolta    | Sophomore |
| 1963–64   | Jim Jennings         | Murray State             | Alero             | Senior    |
| 1964–65   | Clem Haskins         | Western Kentucky         | Escolta           | Sophomore |
| 1965–66   | Clem Haskins (2)     | Western Kentucky         | Escolta           | Junior    |
| 1966–67   | Clem Haskins (3)     | Western Kentucky         | Escolta           | Senior    |
| 1967–68†  | Wayne Chapman        | Western Kentucky         | Escolta / Alero   | Senior    |
| 1967–68†  | Skeeter Swift        | East Tennessee State     | Base / Escolta    | Junior    |
| 1968–69   | Claude Virden        | Murray State             | Alero             | Sophomore |
| 1969–70   | Jim McDaniels        | Western Kentucky         | Pívot             | Junior    |
| 1970–71   | Jim McDaniels (2)    | Western Kentucky         | Pívot             | Senior    |
| 1971–72   | Les Taylor           | Murray State             | Alero             | Junior    |
| 1972–73   | Les Taylor (2)       | Murray State             | Alero             | Senior    |
| 1973–74   | Fly Williams         | Austin Peay              | Base              | Sophomore |
| 1974–75   | George Sorrell       | Middle Tennessee         | Ala-Pívot         | Senior    |
| 1975–76†  | Johnny Britt         | Western Kentucky         | Base              | Senior    |
| 1975–76†  | Tim Sisneros         | Middle Tennessee         | Pívot             | Senior    |
| 1976–77   | Otis Howard          | Austin Peay              | Alero             | Junior    |
| 1977–78   | Otis Howard (2)      | Austin Peay              | Alero             | Senior    |
| 1978–79   | James "Turk" Tillman | Eastern Kentucky         | Alero             | Junior    |
| 1979–80   | Gary Hooker          | Murray State             | Ala-Pívot         | Senior    |
| 1980–81   | Jerry Beck           | Middle Tennessee         | Ala-Pívot         | Junior    |
| 1981–82   | Jerry Beck (2)       | Middle Tennessee         | Ala-Pívot         | Senior    |
| 1982–83†  | Glen Green           | Murray State             | Alero             | Senior    |
| 1982–83†  | Joe Jakubick         | Akron                    | Escolta           | Junior    |
| 1983–84   | Joe Jakubick (2)     | Akron                    | Escolta           | Senior    |
| 1984–85   | Stephen Kite         | Tennessee Tech           |                   | Junior    |
| 1985–86   | Marcel Boyce         | Akron                    | Alero             | Senior    |
| 1986–87   | Bob McCann           | Morehead State           | Ala-Pívot         | Senior    |
| 1987–88   | Jeff Martin          | Murray State             | Escolta           | Junior    |
| 1988–89   | Jeff Martin (2)      | Murray State             | Escolta           | Senior    |
| 1989–90   | Popeye Jones         | Murray State             | Ala-Pívot         | Sophomore |
| 1990–91   | Popeye Jones (2)     | Murray State             | Ala-Pívot         | Junior    |
| 1991–92   | Brett Roberts        | Morehead State           | Alero             | Senior    |
| 1992–93   | Carlos Rogers        | Tennessee State          | Pívot             | Junior    |
| 1993–94   | Carlos Rogers (2)    | Tennessee State          | Pívot             | Senior    |
| 1994–95   | Marcus Brown         | Murray State             | Escolta           | Junior    |
| 1995–96   | Marcus Brown (2)     | Murray State             | Escolta           | Senior    |
| 1996–97   | Bubba Wells          | Austin Peay              | Alero             | Senior    |
| 1997–98   | De'Teri Mayes        | Murray State             | Base / Escolta    | Senior    |
| 1998–99   | Bud Eley             | Southeast Missouri State | Pívot             | Senior    |
| 1999–00   | Aubrey Reese         | Murray State             | Base              | Senior    |
| 2000–01   | Trenton Hassell      | Austin Peay              | Alero / Escolta   | Junior    |
| 2001–02   | Henry Domercant      | Eastern Illinois         | Escolta           | Junior    |
| 2002–03   | Ricky Minard         | Morehead State           | Base / Escolta    | Junior    |
| 2003–04   | Cuthbert Victor      | Murray State             | Alero             | Senior    |
| 2004–05   | Willie Jenkins       | Tennessee Tech           | Pívot / Ala-Pívot | Senior    |
| 2005–06   | J. Robert Merritt    | Samford                  | Ala-Pívot         | Senior    |
| 2006–07   | Drake Reed           | Austin Peay              | Alero             | Sophomore |
| 2007–08   | Lester Hudson        | UT Martin                | Base              | Junior    |
| 2008–09   | Lester Hudson (2)    | UT Martin                | Base              | Senior    |
| 2009–10   | Kenneth Faried       | Morehead State           | Ala-Pívot / Pívot | Junior    |
| 2010–11   | Kenneth Faried (2)   | Morehead State           | Ala-Pívot / Pívot | Senior    |
| 2011–12   | Isaiah Canaan        | Murray State             | Base / Escolta    | Junior    |
| 2012–13†  | Isaiah Canaan (2)    | Murray State             | Base / Escolta    | Senior    |
| 2012–13†  | Ian Clark            | Belmont                  | Escolta           | Senior    |
| 2013–14   | J. J. Mann           | Belmont                  | Alero             | Senior    |
| 2014–15   | Cameron Payne        | Murray State             | Base              | Sophomore |
| 2015–16   | Evan Bradds          | Belmont                  | Ala-Pívot         | Junior    |
| 2016–17   | Evan Bradds (2)      | Belmont                  | Ala-Pívot         | Senior    |
| 2017–18   | Jonathan Stark       | Murray State             | Base              | Senior    |
| 2018–19   | Ja Morant            | Murray State             | Base / Escolta    | Sophomore |
| 2019–20   | Terry Taylor         | Austin Peay              | Alero             | Junior    |
| 2020–21   | Terry Taylor (2)     | Austin Peay              | Alero             | Senior    |
| 2021–22   | KJ Williams          | Murray State             | Ala-Pívot         | Senior    |
| 2022–23   | Mark Freeman         | Morehead State           | Base              | Senior    |
| 2023–24   | Riley Minix          | Morehead State           | Alero             | Graduado  |
| 2024–25   | Ray'Sean Taylor      | SIU Edwardsville         | Escolta           | Graduado  |

## Ganadores por universidad
| Universidad (en OVC desde)      | Premios | Años |
| ------------------------------- | ------- | --- |
| Murray State (1948)             | 21      | 1964, 1969, 1972, 1973, 1980, 1983†, 1988, 1989, 1990, 1991, 1995, 1996, 1998, 2000, 2004, 2012, 2013†, 2015, 2018, 2019, 2022 |
| Austin Peay (1962)              | 8       | 1974, 1977, 1978, 1997, 2001, 2007, 2020, 2021                                                                                 |
| Morehead State (1948)           | 8       | 1963, 1987, 1992, 2003, 2010, 2011, 2023, 2024                                                                                 |
| Western Kentucky (1948)         | 7       | 1965, 1966, 1967, 1968†, 1970, 1971, 1976†                                                                                     |
| Belmont (2012)                  | 4       | 2013†, 2014, 2016, 2017 |
| Middle Tennessee (1952)         | 4       | 1975, 1976†, 1981, 1982 |
| Akron (1980)                    | 3       | 1983†, 1984, 1986 |
| Tennessee State (1986)          | 2       | 1993, 1994 |
| Tennessee Tech (1949)           | 2       | 1985, 2005 |
| UT Martin (1992)                | 2       | 2008, 2009 |
| East Tennessee State (1958)     | 1       | 1968† |
| Eastern Illinois (1996)         | 1       | 2002 |
| Eastern Kentucky (1948)         | 1       | 1979 |
| Samford (2003)                  | 1       | 2006 |
| Southeast Missouri State (1991) | 1       | 1999 |
| SIU Edwardsville (2008)         | 1       | 2025 |
| Jacksonville State (2003)       | 0       | — |
| Lindenwood (2022)               | 0       | — |
| Little Rock (2022)              | 0       | — |
| Southern Indiana (2022)         | 0       | — |